# Roter Turm (Bensheim)

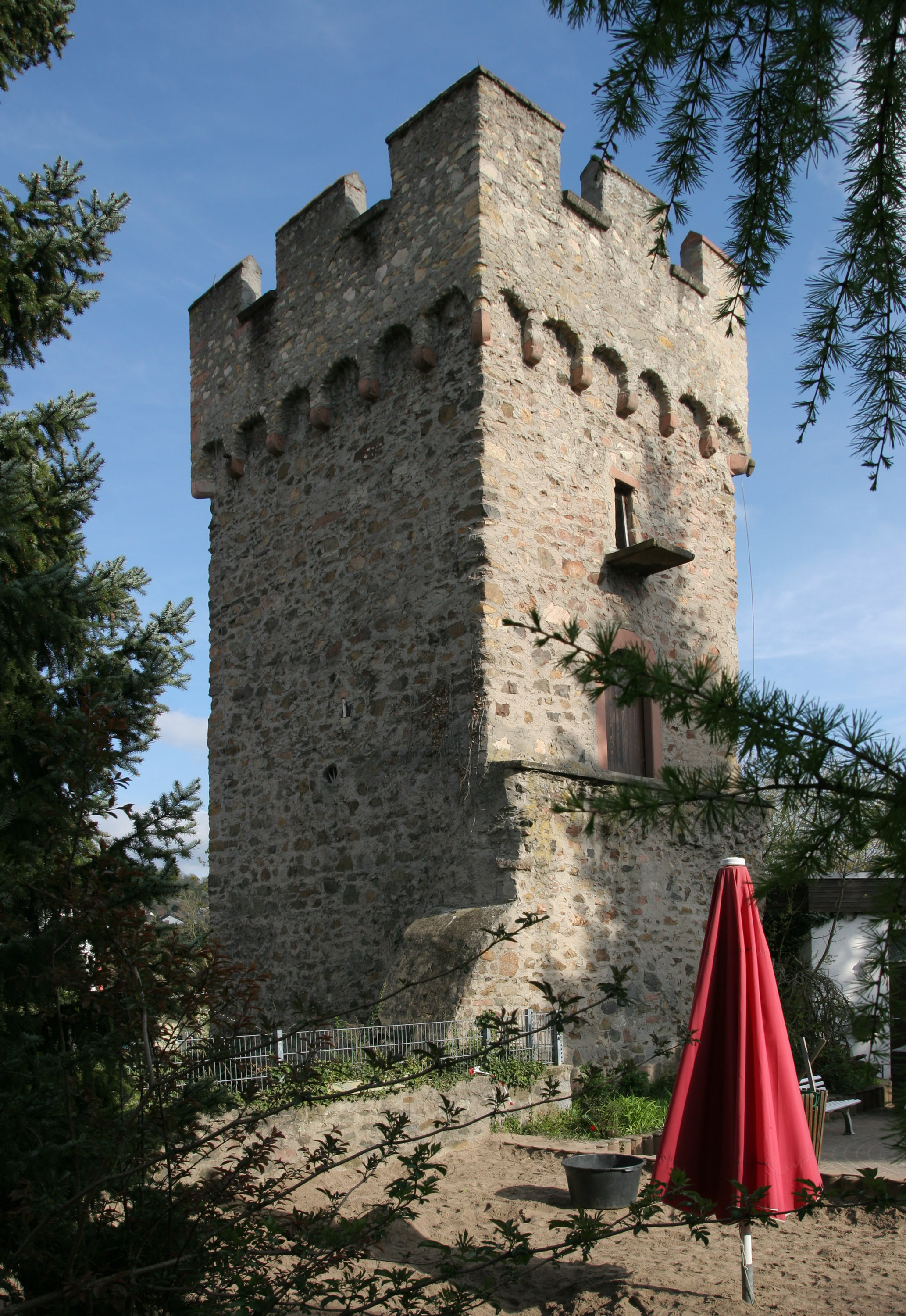
Der Rote Turm (Nord- und Westseite)

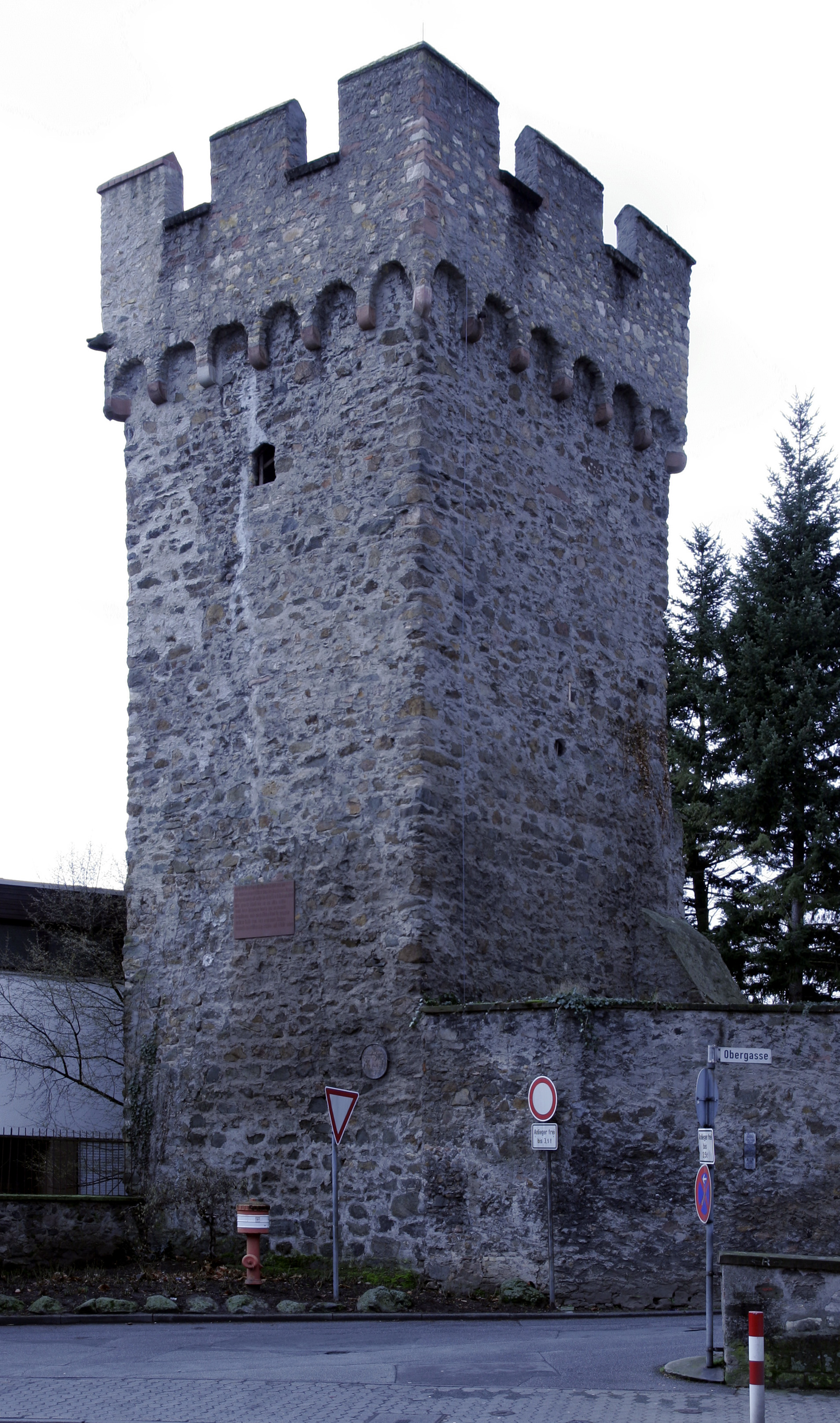
Der Rote Turm (Nord- und Ostseite)

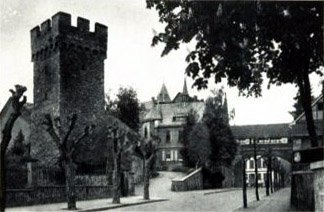
Der Rote Turm 1904

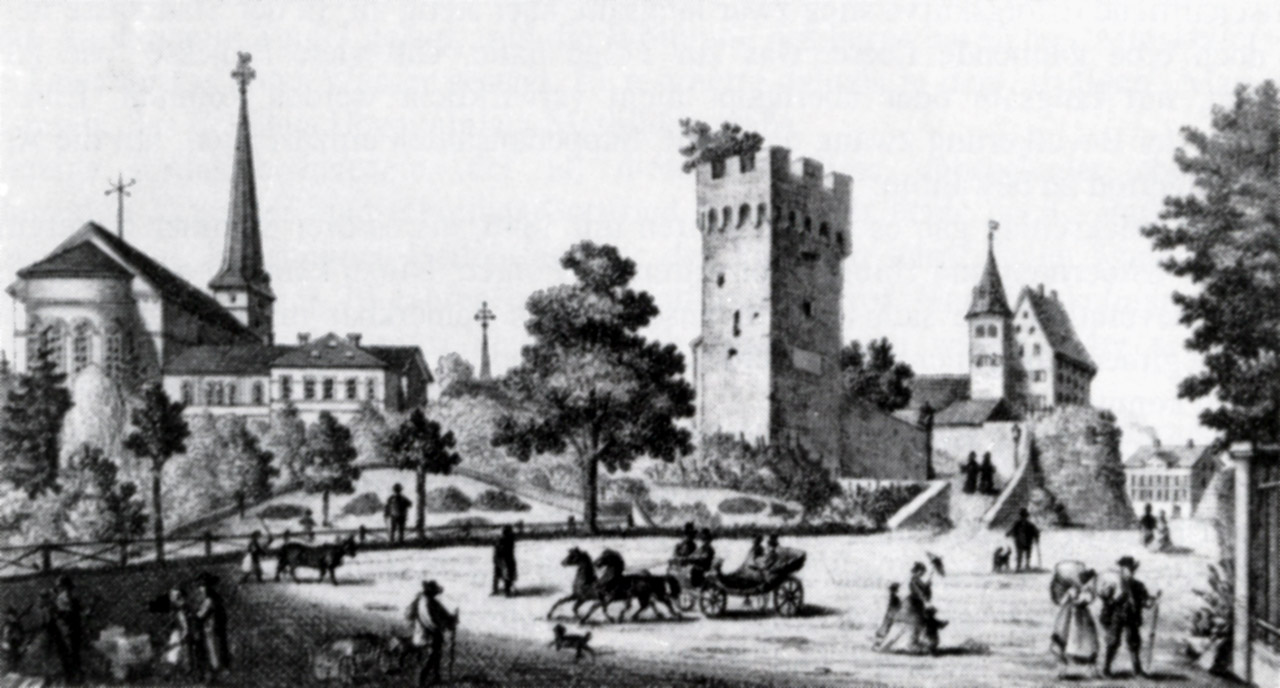
Der Rote Turm im Jahr 1869. Links die Stadtkirche.

Der Rote Turm, früher auch Bürgerturm oder Blauer Turm genannt, ist ein Kulturdenkmal in Bensheim an der Bergstraße.

## Geschichte und Gegenwart
Der Rote Turm ist ein Befestigungsturm an der Ostseite der fast vollständig abgerissenen Bensheimer Stadtmauer. Er diente zur Absicherung der Stadt gegen militärische Angriffe, die aus dem Schönberger Tal kamen. Er wurde vermutlich in der zweiten Hälfte des 13. Jahrhunderts erbaut.
Zwei Konsolen mit einem bärtigen und bartlosen Kopf befinden sich an der Südost- und Südwestecke des Turmes. Sie waren als Mahnung der Bensheimer Bürger gedacht, dass selbige sich an Gesetz und Ordnung halten. Ab 1800 wurde der Turm auch als Gefängnis genutzt, was ihm seinen Zweitnamen Bürgerturm einbrachte. Vom abgerissenen Auerbacher Tor der Stadtbefestigung wurde 1837 die Inschrifttafel am Roten Turm angebracht. Sie erinnert an die 1504 erfolgte erfolgreiche Verteidigung der Stadt. Die Inschrift lautet „nach christi geburt funfhundert und vier jar/uff dinstag den eylfften juny des brachmons furwar/belagert landgraff wilhelm vo hesse deise stad un pfort/mit gewalt schoß die ab an allen orten/und drey hartzogen warn jm verwandt/brunschwig und meckelburg seind sie genandt/dethen bald von der gegenwer fleihen/darnach am eylfften tag eylends auß de feld ziehen.“
Bensheim wurde vom 11. bis 22. Juni 1504 von den Truppen des mit der Achtvollstreckung beauftragten Landgrafen Wilhelm II. von Hessen belagert. Mit ihm verbündet waren Herzog Philipp von Braunschweig, der Herzog von Mecklenburg und der Grafen von Lippe. Wilhelm bekam den Auftrag von Herzog Albrecht von Bayern-München. Wegen des heftigen Widerstandes der Bensheimer Bürger gelang es nicht, die Stadt einzunehmen. Als Pfalzgraf Philipp mit einem Hilfsheer von Heidelberg kam, mussten die Belagerer unter großen Verlusten abziehen.
Am Anfang des letzten Jahrhunderts wurde der Rote Turm als Wasserhochbehälter genutzt.

## Aufbau
Der Rote Turm wurde in gelbem Sandstein errichtet. 1514 wurde er mit roter Farbe gestrichen, was ihm seinen heutigen Namen verlieh. Der Grundriss des Turmes ist rechteckig und im Mauerwerk sind nur wenige Fenster und Türen. Den oberen Abschluss bildet ein Zinnenkranz und ein Rundbogenfries.